# 小金井桜州
小金井 桜州（こがねい おうしゅう）は、講釈師の名跡。
- 初代小金井桜州 - 後∶五代目神田伯山
- 二代目小金井桜州 - 本名∶谷田部キチシロウ、甲州谷村の魚屋の倅。四代目小金井芦州が疎開していたとき、谷田部の父に世話になった御礼に息子に名前を贈った。高座の経験はない。
- 三代目小金井桜州 - 本項にて記述
- 四代目小金井桜州 - 現∶四代目宝井琴柳

三代目 小金井 桜州（1877年11月1日 - 1961年6月14日）は、講談師。本名∶上野 正吉。

## 経歴
東京浅草の生まれ、長らく化粧品店を営んでいた。
30代のころは鶴葉といった。40歳という中年から大島小伯鶴の門で南船北馬、四代目小金井芦州の門へ移り西尾慶昇、四代目宝井馬琴に預けられ宝井馬秀、小金井馬秀を経て1950年に新宿末広亭の北村銀太郎の尽力で、五代目小金井芦州を襲名。1958年、四代目芦州の家族から苦情で名跡を返上し、三代目小金井桜州に改名。
1961年6月、脳出血のため新宿病院で死去。83歳没。

## 演目
「半七捕物帳」「藪原検校」「塩原多助」などを得意とした。